# 约瑟夫·斯库帕
约瑟夫·斯库帕（捷克語：Josef Skupa，1892年1月16日—1957年1月8日），捷克木偶戏艺术家。捷克斯洛伐克人民艺术家。

## 生平
1892年生于斯特拉科尼采。5岁时随家人搬到比尔森居住。1915年从布拉格应用美术学校毕业后成为一名小学教师。第一次世界大战期间曾在军事检查部门任职。1920和1926年，他分别创造了两个木偶：斯佩伊布尔和胡维涅克，广受儿童们的欢迎。1930年创办了捷克第一家现代木偶剧团。
1933年至1940年，他担任国际木偶联会常任主席。1948年获得捷克斯洛伐克人民艺术家荣誉称号。
1957年1月8日在布拉格去世。

## 图集

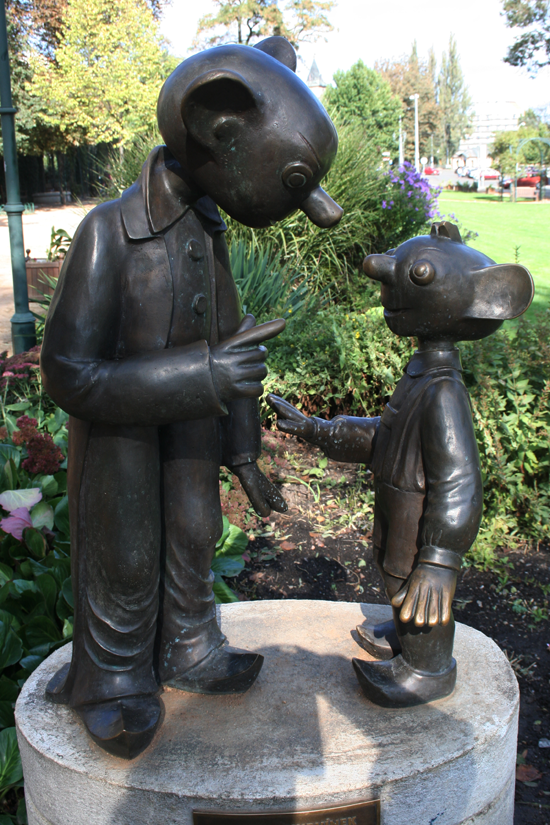
斯佩伊布尔和胡维涅克
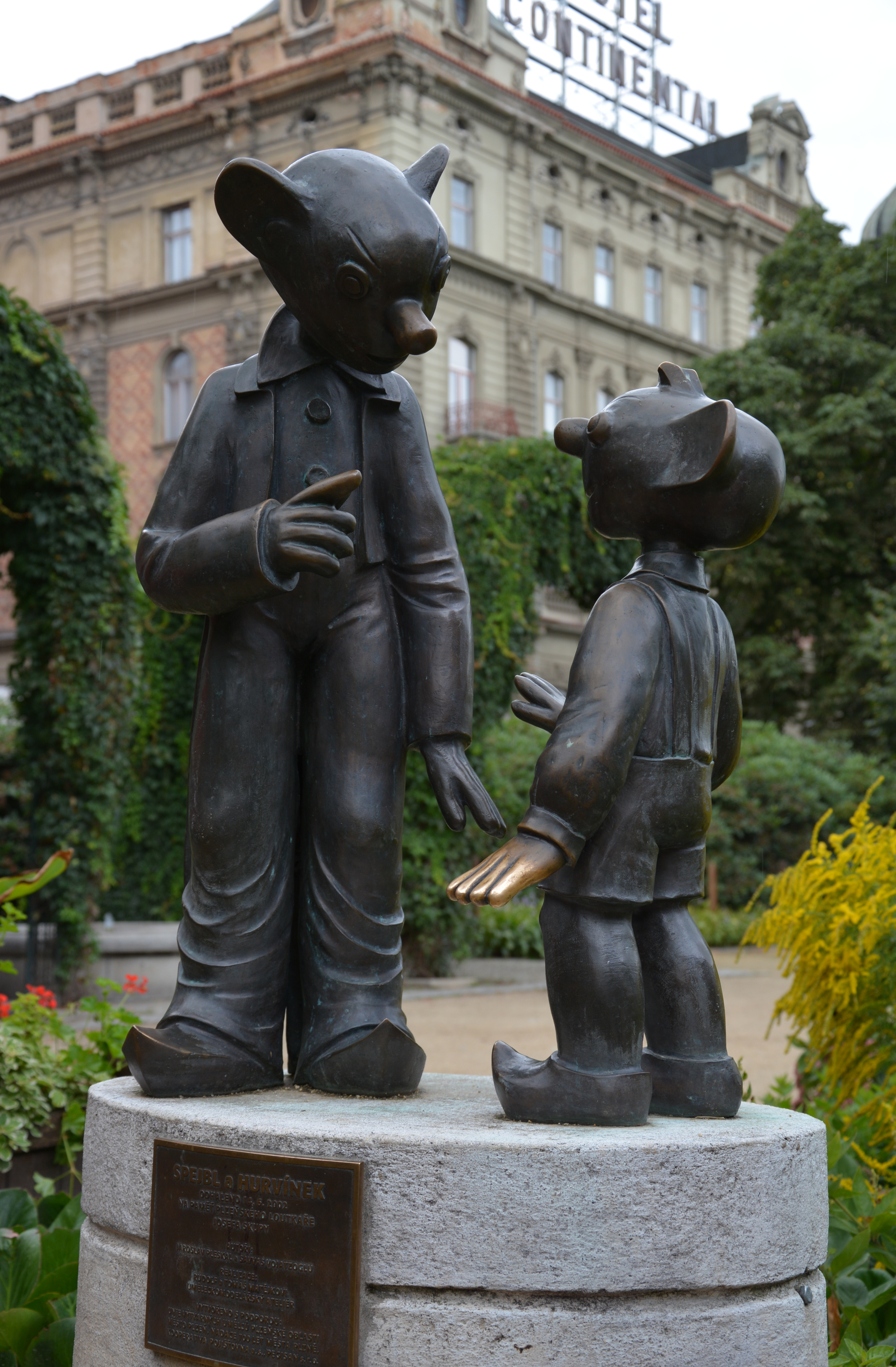
斯佩伊布尔和胡维涅克
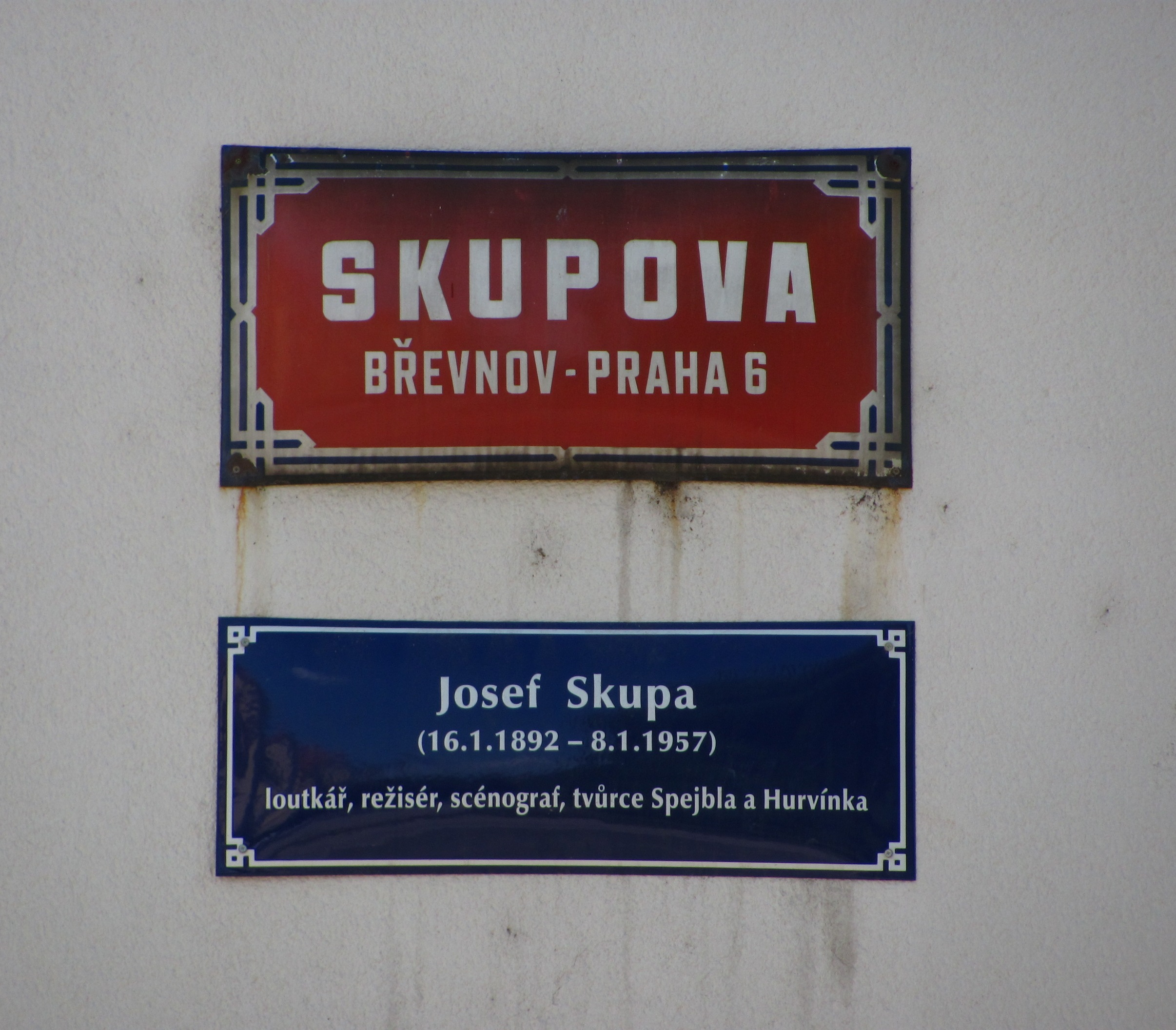
纪念匾